# Pettit (cráter)
No confundir con Petit, otro cráter lunar.
Pettit es un cráter de impacto que se encuentra cerca del terminador occidental de la Luna. En esta ubicación, el cráter es visto casi de lado por los observadores situados en la Tierra, y la visibilidad puede verse afectada significativamente por los efectos de la libración.
El cráter se encuentra entre las accidentadas estribaciones de los Montes Rook, que forman el anillo interior de las montañas que rodean la cuenca de impacto del Mare Orientale. Es casi un gemelo del cráter Nicholson, que se halla a menos que un diámetro al noreste del cráter. Otra formación similar es Wright, casi al sur.
|  |

La apariencia del brocal de este cráter recuerda a un hexágono redondeado, con bordes ligeramente aplanados al este y al oeste. El borde es afilado, y el material de la pared interna se ha desplomado hasta quedar acumulado alrededor de la base. El suelo interior, de textura rugosa, presenta un pequeño pico central y una serie de colinas al norte y al oeste. Más allá del borde se encuentra un terreno accidentado al norte y al oeste, mientras que la superficie se hace más lisa al sureste, más allá del borde de las estribaciones montañosas.
Esta formación no debe ser confundida con el cráter similar llamado Petit, un pequeño elemento situado en la mitad oriental de la cara visible de la Luna.

## Cráteres satélite

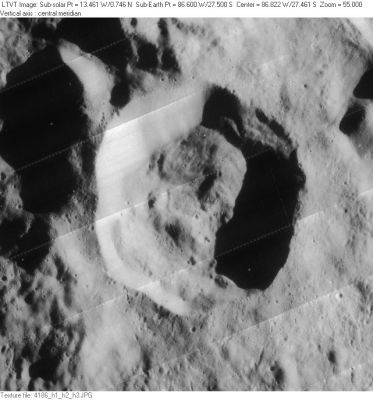
Fotografía de la misión Lunar Orbiter 4

Por convención estos elementos son identificados en los mapas lunares poniendo la letra en el lado del punto medio del cráter que está más cercano a Pettit.
|        | \| Pettit \| Coordenadas \| Diámetro \| \| ------ \| ------------------------------ \| -------- \| \| C \| 24°48′S 88°54′O / -24.8, -88.9 \| 8 km \| |          |
| Pettit | Coordenadas | Diámetro |
| C      | 24°48′S 88°54′O / -24.8, -88.9 | 8 km     |

Los siguientes cráteres han sido renombrados por la UAI:
- Pettit T - Véase Shuleykin (cráter).